# Chester, Pennsylvania

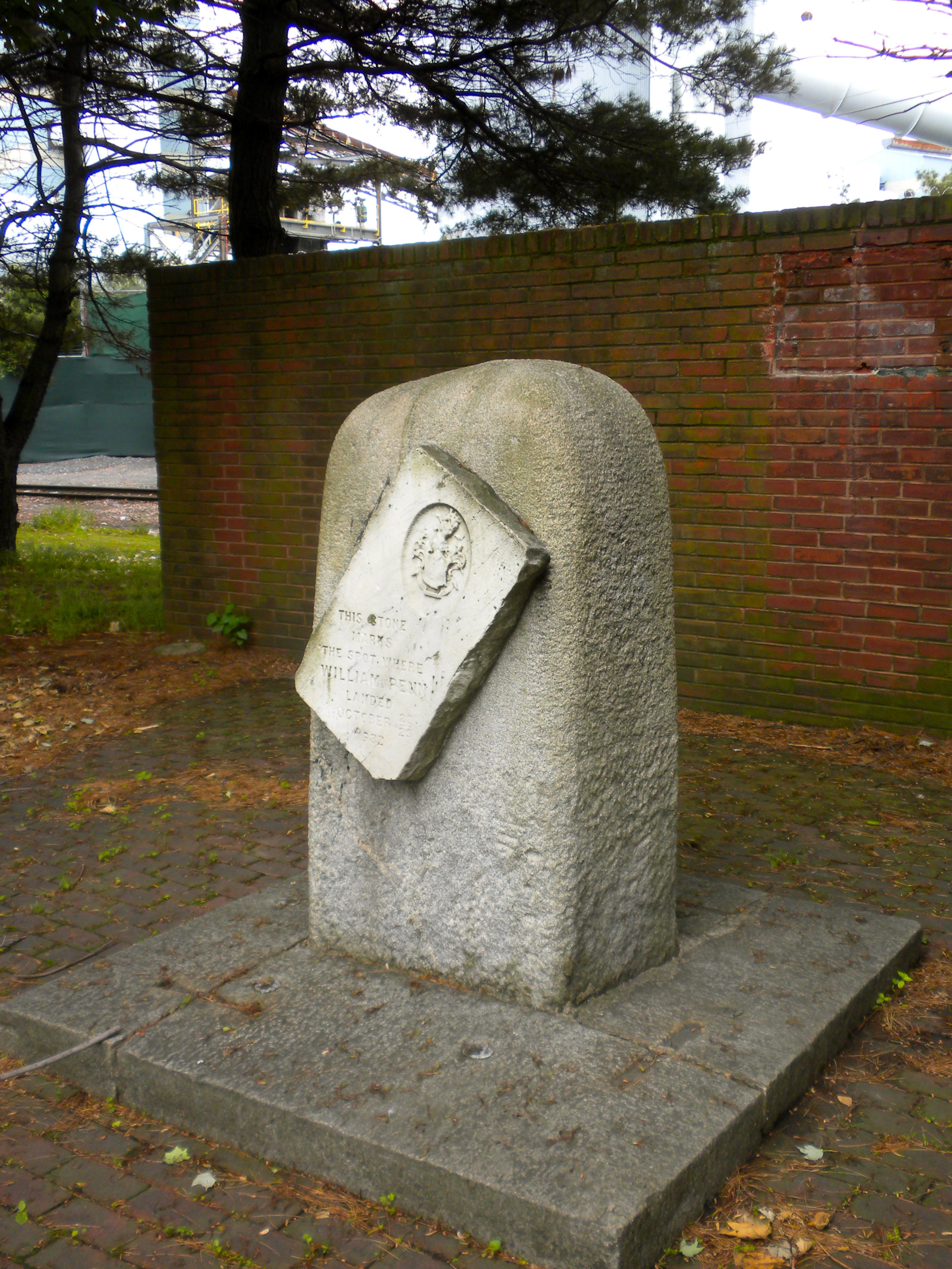
William Penn Landing Site

Chester är en stad i Delaware County i delstaten Pennsylvania, USA med 33 972 invånare (2010).